# テルツォーリオ
テルツォーリオ(伊: Terzorio)は、イタリア共和国リグーリア州インペリア県にある、人口約200人の基礎自治体（コムーネ）。

## 地理

### 位置・広がり

#### 隣接コムーネ
隣接するコムーネは以下の通り。
- チプレッサ
- ポンペイアーナ
- サント・ステーファノ・アル・マーレ

### 気候分類・地震分類
テルツォーリオは、気候分類 (it) では zona D, 1564 GG
に、また、イタリアの地震リスク階級 (it) では、2 に分類される
。